# Shin’ya Tanoue
Shin’ya Tanoue (jap. 田ノ上 信也 Tanoue Shin’ya; ur. 5 lutego 1980) – japoński piłkarz występujący na pozycji pomocnika.

## Kariera klubowa
Od 1998 do 2008 roku występował w klubach Kashiwa Reysol, Yokohama F. Marinos i Vegalta Sendai.